# Lingajáta
Lingajáta je jedna z rozšířených šivaistických sekt v Indii založená ve 12. století reformátorem Basavou. Toto společenství uznává rovnoprávnost žen, odmítá kastovní systém, neuznává bráhmany a zavedlo pět kategorií kněžství. Jejich učení je inspirováno filozofem Rámanudžou, ve kterém je zdůrazňován monismus s rozdíly (višištadvaita) jejich filozofie se někdy nazývá višištadvaita-šakta. Tato tradice je také známá jako kálamukha.

## Pět kategorií kněžství
Pět kategorií je odvozeno z pěti tváří Šivy zobrazených na emblémech, kterým se někdy říká paňčamukhalinga (sloup se čtyřmi tvářemi, které zpodobňují čtyři vtělení Šivy, pátá je neviditelná a vyjadřuje jeho transcendentní podobu; typická je zaoblenost vrchní části sloupu).

## Chápání Boha
Bůh Šiva je jedinou realitou, která se ve svém absolutním stavu nazývá šiva-tattva. Šivova potence tvořit se projevuje ve dvou podobách a každý jedinec tvoří jeho „úd“ - čili každý je s ním bytostně spojen. Tato skutečnost je nám však zastřena a životním cílem je tohoto spojení dosáhnout. Nejlépe se toho docílí společnou meditací.

## Společná setkání věřících
Věřící se setkávají v místních společenstvích při bohoslužbách, které mají v čele duchovního učitele s titulem džagadguru, kterým může být i žena. Při bohoslužbách dochází ke společné meditaci, která pomáhá každému si uvědomit jeho přímé spojení se Šivou, které jsou nejpodstatnější. Dopomoci do stavu meditace mají recitace básní a zpěv písní. Některé z nich složil Basava.